# Ismail Youssef
Ismail Youssef Awadallah Mohamed (ar. إسماعيل يوسف, ur. 28 czerwca 1964 w Gizie) – piłkarz egipski grający na pozycji pomocnika.

## Kariera klubowa
Przez całą karierę piłkarską Youssef związany był z klubem Zamalek Kair. W 1983 roku zadebiutował w jego barwach w pierwszej lidze egipskiej i z czasem stał się jego podstawowym zawodnikiem. W 1984 roku wywalczył swoje pierwsze mistrzostwo Egiptu. W tym samym roku zwyciężył z Zamalekiem w Afrykańskiej Lidze Mistrzów (2:0 i 1:0 w finale z Shooting Stars FC), a w 1986 roku wygrał ją po raz drugi (2:0, 0:2 k. 4:2 w finale z Africa Sports Abidżan). W swojej karierze jeszcze trzykrotnie zostawał mistrzem kraju w latach 1988, 1992 i 1993 oraz zdobył Puchar Egiptu w 1988 roku. Natomiast w 1988 roku wygrał też Puchar Afro-Azjatycki. W 1994 roku trzeci raz wygrał Ligę Mistrzów (0:0, 0:0 k. 7:6 w finałowych meczach z Asante Kotoko). Rok później zdobył Superpuchar Afryki. W 1996 roku znów wygrał Ligę Mistrzów (1:2, 2:1 k. 5:4 z Shooting Stars FC), a w 1997 roku Puchar Afro-Azjatycki i Superpuchar Afryki. Karierę piłkarską zakończył w 1998 roku w wieku 34 lat.

## Kariera reprezentacyjna
W reprezentacji Egiptu Youssef zadebiutował w 1986 roku. W 1990 roku został powołany przez selekcjonera Mahmouda El-Gohary'ego do kadry na Mistrzostwa Świata we Włoszech. Tam był podstawowym zawodnikiem Egiptu i rozegrał 3 spotkania grupowe: z Holandią (1:1), z Irlandią (0:0) i z Anglią (0:1). W swojej karierze grał także w Pucharze Narodów Afryki 1988, Pucharze Narodów Afryki 1992 i Pucharze Narodów Afryki 1996. Od 1986 do 1997 roku rozegrał w kadrze narodowej 84 spotkania i zdobył 5 gole.